# 網路宗派主義
网路宗派主义是新宗教运动和其他团体使用互联网进行文本分发，招聘和信息共享的现象。

## 作为组织类型
網絡宗派主義由牛津大學政治學家帕特里夏M.桑頓所創，他以此描述合一的極少數採用“政教動員的一個獨特的混合形式的”氣功（氣功），在出現的群體人民共和國的中國（在1980年代末期和1990年代初，並在1999年鎮壓了被禁止的宗教和精神組織之後受到了極大的鎮壓。
網路宗派主義是一種組織形式，涉及：“高度分散的小團體從業者，在較大的社會背景下可能很大程度上保持匿名，並相對保密地工作，同時仍然與共享一套實踐和經文的更大範圍的信徒網路保持遠端聯絡，並且通常是對特定領導的熱愛。海外支持者提供資金和支援；家庭醫生分發檔案，參與抵抗活動並與外部人員分享內部情況的資訊。這些教派的成員和從業者通過電子郵件，線上聊天室和基於Web的留言板共同構建了可行的虛擬信仰社羣，交換了個人證言，並參與了集體學習。”  

## 在中国
跨国中国cybersects包括在西方俗称组法轮功（法轮功），仲宫（中华养生益智功），并须磨创办的台系组清海，通常在中国称作观音法门（观音法门），但由清海世界协会以英文译为“全音”。 一些在中国也遭受迫害的跨国新教团体，例如东方闪电，也同样进入互联网以确保团体的生存，并借鉴了其他地方的网络宗的特征。 与Karaflogka描述的新网络宗教运动（NCRM）一样， 网络教派参与者在其个人宗教或精神实践中依靠计算机媒介传播（CMC），进行网络朝圣，在线参与网络冥想会议和/或第三方进行网络传福音。聊天室。
包括Aum Shinrikyo和基地组织在内的一些网络教派成员参与了“电子争用汇辑使用网站和电子邮件动员参与者进行抗议和争夺，以及动静主义（电子破坏行为）和甚至是网络恐怖主义 （由于电网中断，交通管制以及其他资源交付和公共安全系统中断而造成的人身伤害行为）。

## 在穆斯林中
最近，逊尼派（Sunni ）和什叶派（Shia ）的下属黑客在网络空间的巨大斗争中对数百个网站进行了攻击和反攻，而这场斗争的特征是网络宗派主义的爆发。  Alaeldin Maghaireh描述了穆斯林网络空间中的两种主要的网络宗派冲突类型：“网络-伊斯兰倡导”，其中包括“宗教出版物，辩论，电子邮件意识，讲座和视频”；和“伊斯兰激进主义”，其中涉及“对其他宗教或非宗教网站的网络攻击”。 同样， Dru C. Gladney描述了中国新疆省的穆斯林网民如何通过互联网与更广泛的跨国维吾尔族社区探讨和表达他们对独立的渴望，最终以Gladney所描述的“网络分裂主义”浪潮告终。 。” 

## 其他团体
当被带到电波中并在互联网上发布时，北爱尔兰协议后的天主教徒和新教居民之间的分裂宗派语言也被Ballymena出生的BBC记者，Declan Lawn等人描述为网络宗派主义的爆发。   同样，该术语也通常用于描述美国社会党 和共产主义联盟成员之间基于互联网的跨党派分裂。有证据表明，此类团体在互联网上的高度依赖，不仅促进而且鼓励了用户互动和对等信息共享，可能会给维护内部一致性和维持治安带来严峻挑战。正统的领导者核心。
文化理论家保罗·维里里奥（Paul Virilio）同样将位于圣地亚哥的不明飞行物宗教团体“天堂之门”描述为一个网络教派，这是由于该团体在1997年集体自杀之前严重依赖CMC作为一种交流方式。 而福特海斯大学的Rita M. Hauck则将“网络间谍”视为一个新的但被广泛使用的术语，“它将机器人或网络恶魔暗示为具有合作议程。” 